# Battaglia per Zendikar

Il logo del set

Battaglia per Zendikar (Battle for Zendikar nell'originale inglese) è un'espansione del gioco di carte collezionabili Magic: l'Adunanza, edito da Wizards of the Coast. In vendita in tutto il mondo dal 2 ottobre 2015, è il primo set di due del Blocco di Battaglia per Zendikar, che comprende anche l'espansione Giuramento dei Guardiani.

## Ambientazione
(Ob Nixilis)
L'ambientazione torna sul piano dimensionale di Zendikar, e riprende dagli avvenimenti narrati nell'espansione Ascesa degli Eldrazi. Il planeswalker Jace Beleren risponde alla chiamata d'aiuto di Gideon Jura, e trova un mondo sull'orlo del collasso. Il titano eldrazi Ulamog e le sue progenie stanno consumando l'intero universo, e gli abitanti di Zendikar sopravvissuti cercano di organizzarsi in un'ultima disperata resistenza. La planeswalker tritone Kiora è tornata dal mondo di Theros dopo aver rubato l'arma di Thassa, la dea del mare, convinta di poter usarla per difendere il suo mondo dagli invasori alieni. Nissa Revane è decisa a non abbandonare il proprio mondo al suo tragico destino, mentre il demone Ob Nixilis vede un'opportunità per riguadagnare la propria scintilla di planeswalker e vendicarsi del mondo che l'ha tenuto prigioniero per secoli.

## Caratteristiche
Battaglia per Zendikar è composta da 274 carte, stampate a bordo nero, così ripartite:
- per colore: 36 bianche, 36 blu, 37 nere, 36 rosse, 36 verdi, 23 multicolore, 23 incolori, 47 terre.
- per rarità: 101 comuni, 80 non comuni, 53 rare, 15 rare mitiche e 25 terre base.

Come già accaduto per il set Zendikar originale, tutte le 25 terre base sono stampate in due differenti versioni: quelle presenti nei mazzi tematici hanno il normale layout delle altre carte, ma quelle distribuite nelle bustine hanno l'illustrazione estesa a tutta la carta. Questo porta, da un punto di vista collezionistico, il numero totale delle carte nel set a 299.
Il simbolo dell'espansione è composto da un edro crepato, e si presenta nei consueti quattro colori a seconda della rarità: nero per le comuni, argento per le non comuni, oro per le rare, e bronzo per le rare mitiche.
Battaglia per Zendikar è disponibile in bustine da 15 carte casuali e in 5 mazzi tematici precostituiti da 60 carte ciascuno:
- Grido dell'Adunata (bianco/rosso)
- Istinto dello Sciame (verde/blu)
- Richiamo Sanguigno (bianco/nero)
- Assalto degli Eldrazi (rosso/nero)
- Furia di Zendikar (verde/rosso)

Ciascun mazzo contiene una carta con un'illustrazione alternativa rispetto alle carte che si potevano trovare nelle bustine. Ecco di seguito l'elenco:
- Eroe di Goma Fada
- Annegatore di Speranze
- Signore Sanguinario Sprezzante
- Tiranno del Bombardamento
- Idra di Oran-Rief

### Zendikar Expeditions
Oltre a queste carte "regolari", nelle bustine di Battaglia per Zendikar è possibile trovare, molto raramente, anche le carte di una serie di 25 terre con una veste grafica particolare che ne enfatizza l'illustrazione. Ognuna di esse è la ristampa, con una nuova illustrazione, di carte presenti in questa o in precedenti espansioni. Esse formano un "micro-set" di carte a sé stante chiamato Zendikar Expeditions, con un proprio simbolo di espansione (sempre un edro) diverso da quello di Battaglia per Zendikar. Tutte le Expeditions sono rare mitiche, indipendentemente dal grado di rarità che avevano nei set originari, e di conseguenza il simbolo del set è sempre di colore bronzo. La probabilità di trovarne una è quasi pari a quella di trovare una rara mitica olografica (circa una ogni sei booster box, più o meno un booster pack su 144), e tutte le Expedition esistono infatti solo in versione foil. Non facendo parte della regolare espansione queste terre non sono legali per i tornei del formato standard e negli altri formati in cui è possibile usare le carte di Battaglia per Zendikar, ma solo nei formati in cui le precedenti versioni sono già permesse; sono invece legali nei formati limited in cui sono incluse bustine di Battaglia per Zendikar. Inoltre le Expeditions sono distribuite nelle bustine in tutte le lingue, ma sono stampate solo in inglese, permettendo per la prima volta nella storia del gioco di poter trovare carte in lingue differenti in una stessa bustina. Il micro-set delle Zendikar Expeditions comprende in realtà 45 carte differenti, le rimanenti 20 carte saranno distribuite, con le stesse modalità, nelle bustine di Giuramento dei Guardiani.
Di seguito l'elenco delle 25 Expeditions di Battaglia per Zendikar:
- Ruscello nella Prateria (da Battaglia per Zendikar)
- Conca Infossata (da Battaglia per Zendikar)
- Palude Rovente (da Battaglia per Zendikar)
- Radura delle Braci (da Battaglia per Zendikar)
- Panorama di Fronde (da Battaglia per Zendikar)
- Fontana Santificata (da Discordia e Ritorno a Ravnica)
- Tomba d'Acqua (da Ravnica: Città delle Gilde e Irruzione)
- Cripta di Sangue (da Discordia e Ritorno a Ravnica)
- Terreno Calpestabile (da Patto delle Gilde e Irruzione)
- Giardino del Tempio (da Ravnica: Città delle Gilde e Ritorno a Ravnica)
- Santuario Senza Dio (da Patto delle Gilde e Irruzione)
- Fumarie di Vapore (da Patto delle Gilde e Ritorno a Ravnica)
- Tomba Infestata da Erbacce (da Ravnica: Città delle Gilde e Ritorno a Ravnica)
- Fonderia Sacra (da Ravnica: Città delle Gilde e Irruzione)
- Pozza Prolifica (da Discordia e Irruzione)
- Spiaggia Allagata (da Assalto e I Khan di Tarkir)
- Delta Inquinato (da Assalto e I Khan di Tarkir)
- Pantano Insanguinato (da Assalto e I Khan di Tarkir)
- Colline Boscose (da Assalto e I Khan di Tarkir)
- Landa Ventosa (da Assalto e I Khan di Tarkir)
- Acquitrino (da Zendikar)
- Laghetto Bollente (da Zendikar)
- Catacombe Verdeggianti (da Zendikar)
- Mesa Arida (da Zendikar)
- Foresta Pluviale Nebbiosa (da Zendikar)

### Prerelease
Battaglia per Zendikar fu presentata in tutto il mondo durante i tornei di prerelease il 26 settembre 2015. A differenza dei tornei di prerelease delle ultime espansioni, i giocatori non hanno dovuto scegliere alcuna fazione prima di iniziare il torneo, e non hanno ricevuto alcuna "bustina selezionata" per costruire il proprio grimorio, ma le regolari sei bustine di Battaglia per Zendikar. Inoltre ogni giocatore ha ricevuto la consueta carta promozionale, che questa volta non poteva essere inclusa nel proprio mazzo, e poteva essere una qualsiasi carta rara o rara mitica del set, in versione foil e con la data dell'evento stampata in basso a destra nell'immagine.

### Ristampe
Nel set sono state ristampate le seguenti carte da espansioni precedenti:
- Anticipare (dall'espansione Draghi di Tarkir)
- Baloth Territoriale (dal'espansione Zendikar, presente anche nel set speciale Zendikar vs. Eldrazi)
- Cadere a Picco (presente nei set base da Magic 2011 a Magic 2015 compresi e nei set speciali Archenemy, Conspiracy e Modern Masters 2015)
- Carica Ispirata (dai set base Magic 2011 e Magic 2015)
- Dragoniere Reietto (dall'espansione Worldwake)
- Mantide Gigante (dall'espansione Mirage)
- Occhio del Pellegrino (dall'espansione Worldwake, presente anche nei set base Magic 2013 e Magic 2014 e nel set speciale Venser vs. Koth)
- Pittura di Guerra dei Goblin (dal'espansione Zendikar, presente nel set base Magic 2012 e nel set speciale Modern Masters 2015)
- Premonizione Silvana (dall'espansione Mirrodin, presente anche nel set base Decima Edizione)
- Punire i Mostruosi (dalle espansioni Innistrad e I Khan di Tarkir e nel set speciale Heroes vs. Monsters)
- Raccolto dell'Altare (dall'espansione Innistrad, presente anche nel set base Magic 2014 e nel set speciale Conspiracy)
- Ritorno Diligente (dall'espansione I Khan di Tarkir)
- Rombo di Tuono (dall'espansione Tempesta, presente anche nei set speciali Battle Royale e Planechase)
- Schegge d'Osso (dalle espansioni Frammenti di Alara e Ritorno di Avacyn, presente nei set speciali Speed vs. Cunning e Modern Masters 2015)
- Sfatare (dalle espansioni Worldwake e Ritorno a Ravnica)
- Sovrano dei Felidar (dall'espansione Zendikar)
- Terre Selvagge in Evoluzione (dalle espansioni Ascesa degli Eldrazi, Ascesa Oscura e Draghi di Tarkir, presente nei set base Magic 2013, Magic 2015 e Magic Origins oltre che in numerosi set speciali)

## Novità
Battaglia per Zendikar introduce alcune nuove abilità nel gioco, oltre a riprendere Terraferma, comparsa per la prima volta nell'espansione Zendikar. In più con l'uscita del set cambiano le regole del "mulligan", e vengono aggiunti due nuovi tipi di creatura, entrambi legati agli Eldrazi: Discendente e Metabolizzatore. Infine in questa espansione vengono presentate tre nuove carte Planeswalker.

### Nuove abilità
- Vacuità: Una carta con vacuità viene sempre considerata come una carta incolore a prescindere dell'area di gioco in cui si trova. Ciò significa ad esempio che un Seminacieli Eldrazi (con un costo di due mana incolore ed uno blu) può essere messo in mano tramite l'effetto di Antichi Fermenti o che un Tocco del Vuoto (con costo di due mana incolore ed uno rosso) può infliggere danno ad una creatura con un'abilità che normalmente la proteggerebbe (come ad esempio Protezione dal rosso). Una carta con vacuità rimane incolore anche se perde l'effetto, ma gli può essere dato un nuovo colore che rimpiazza il suo status di incolore. I simboli di mana colorati nel costo di una carta con vacuità vengono comunque considerati nel caso siano richiesti (ad esempio per la devozione ad un determinato colore).
- Ingerire
- Risveglio
- Radunare

### Nuovi Planeswalker

#### Gideon, Alleato di Zendikar
Grazie al proprio carisma e alla sua abilità in battaglia, Gideon è diventato il comandante supremo della resistenza di tutti i popoli uniti di Zendikar contro la minaccia degli eldrazi.

#### Ob Nixilis della Fiamma Rinnovata
Il demone è riuscito finalmente a riaccendere la propria scintilla di viandante dimensionale che gli era stata negata, ed è più che felice di assistere alla rovina del mondo che per troppo tempo è stato la sua prigione. Inizialmente prova ad assorbire il potere del cuore di Khalni, fonte vitale del piano, ma il suo progetto viene mandato in fumo dagli sforzi di Nissa. Quando Gideon e gli abitanti di Zendikar cercheranno di chiudere Ulamog nella prigione di edri Ob Nixilis distruggerà la struttura per poi evocare Kozilek, nullificando gli sforzi e lasciando il piano in preda ad una minaccia maggiore. Poco dopo catturerà Gideon, Jace e Nissa nel tentativo di neutralizzarli, ma anche questa volta fallirà a causa del tempestivo intervento di Chandra. Una volta liberi i quattro planeswalker useranno un attacco combinato su Ob Nixilis, costringendolo a fuggire da Zendikar.

#### Kiora, Signora delle Profondità
Di ritorno dallo scontro con Thassa, la dea dei mari del piano di Theros, Kiora è pronta a difendere il proprio mondo di origine, dopo aver derubato la divinità della sua potente arma, e aver viaggiato fra i piani alla ricerca delle più grandi creature marine, in grado di competere per dimensioni con gli invasori alieni. Ora intende evocare questi colossi perché combattano al suo fianco.